# 画所
画所（絵所・えどころ）とは、平安時代に成立した天皇の家政機関の1つ。本来は宮廷の絵画・意匠を考案・制作する「所」であるが、鎌倉時代には絵画の需要が多い寺社の工房にも置かれるようになり、南北朝時代には独立した絵師の工房に対しても用いられるようになった。転じて、これらの画所（絵所）に所属した画師（絵師）を指すようになった。

## 概要
律令制においては中務省の下に画工司が置かれていたが、大同3年（808年）に内匠寮に吸収合併される。その後、内匠寮の長上画師2人・番上画師10人置かれたことが確認できる（『類聚三代格』巻4「加減諸司官員并廃置事」所収:大同4年8月28日付太政官符）。だが、宮中における屏風・障子など調度品に対する需要に対応するために、こうした調度品の装飾・作画を行う組織として画所が成立することになる。その時期は、『日本三代実録』に「画所」が登場する仁和3年9月12日（887年10月2日）よりも以前と推定される。その後、『延喜式』には内匠寮も装飾・作画業務の一部を管轄していたことが記されているものの、10世紀の段階では内匠寮が作画に関わっている記録は無く、画所に一本化されたとみられている。
『西宮記』によれば、職員は別当の他、預・墨画・内豎・熟食からなっていた。また、他の記録から張手・彩色者・丹調童・衛士などの職員が置かれていたことが知られている。このうち、別当は五位蔵人が任命されて画所内部の事には関わらず対外的な責任者としての役割を担い、預は人員配置や物資調達などの事務責任者として正六位クラスが任じられていたが、12世紀に入ると画師が任じられるようになって制作責任者の役割を担うようになる。一方、絵画の構図を決めて墨描線を引く墨画は制作の中心であり、その選任には試験をもってその巧拙を試した（『源氏物語』帚木にもそれをうかがわせる記述がある）。彩色者は墨画が描いた墨描線に沿って色を描いた者であるが、平安時代には墨画と彩色者あるいは前者のみを「画師」と称した。内豎には民間から召された工匠とする説と内豎所から派遣された工匠とする説があり、熟食には内匠寮から継承された雑工とする説と画師の見習いとする説、役職名ではなく各職員への食事支給の規定の意味とする説があるが、画所以外の他の所にも（工匠を必要としない内舎人・進物・御厨子・御所・作物・楽・滝口など）同様の記述があり、最後の説が妥当である。衛士は衛門府から派遣された運搬などの雑用を行っていたと考えられている。また、画所の画師が個人的に貴族などから報酬を得て作画にあたった事例も知られている（『小右記』治安3年8月4日条・長元元年9月27日条）。場所は御書所近くにあったが時代によって変遷があり、『西宮記』では同所の南側（式乾門内東脇）、『拾芥抄』では同所の北側（建春門内東脇）に置かれている。これは書院と工房が近接していた唐制の影響を受けたとみられている。平安・鎌倉時代には巨勢家のような代々画師を輩出する有力な家があっても、試験などの技術力による競争が行われたために世襲的な動きは確立されなかったが、室町時代に入ると土佐家によって預が独占されるようになった。
12世紀に入ると寺院に仕える絵仏師達も独自の工房を設けるようになり、鎌倉時代に入ると東大寺・興福寺・東寺・祇園社などの有力な寺社が独自に絵所・画所を設置して、絵仏師やその他の画師達を画所座に組織して支配するようになる。そして、室町幕府の画師から生まれた狩野派やその他民間の工房も力をつけるようになると、京都にそれぞれの絵所が設けられ、土佐家の春日絵所をはじめ、六角絵所・粟田口絵所などの地名で称せられて江戸時代まで続いた。